# Dalskog
Dalskog is een plaats in de gemeente Mellerud in het landschap Dalsland en de provincie Västra Götalands län in Zweden. De plaats heeft 151 inwoners (2005) en een oppervlakte van 40 hectare.